# Michael Beintker

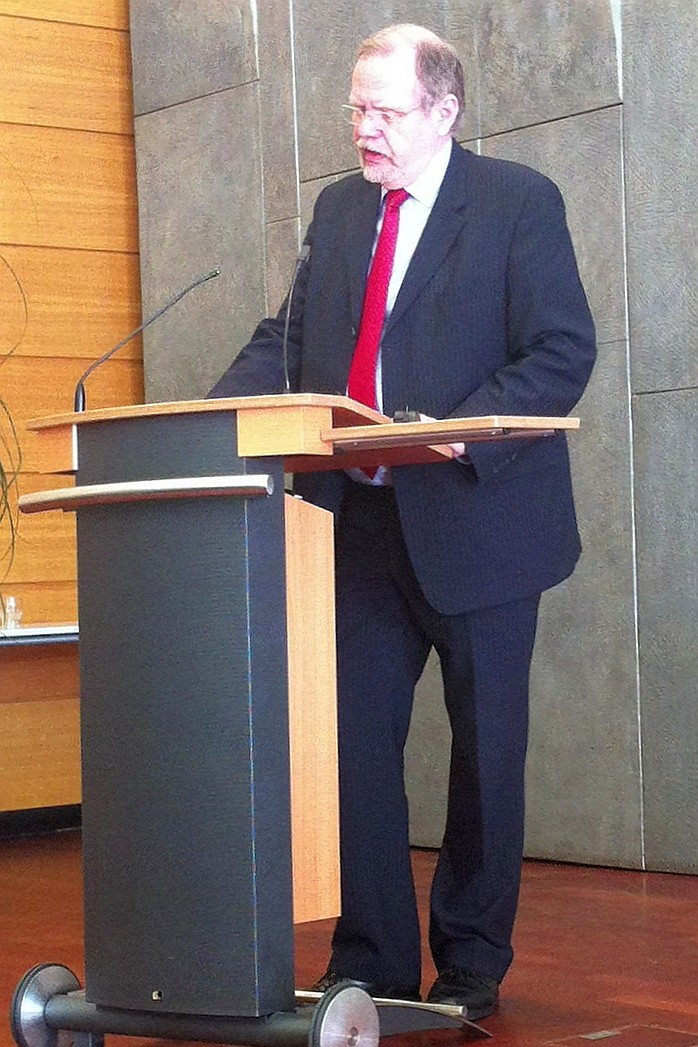
Michael Beintker beim Pfälzischen Pfarrertag 2013 in Kaiserslautern

Michael Beintker (* 3. April 1947 in Berlin-Zehlendorf) ist ein deutscher evangelischer Theologe und war bis 2015 Professor für Systematische Theologie und Direktor des Seminars für Reformierte Theologie an der Evangelisch-Theologischen Fakultät der Westfälischen Wilhelms-Universität Münster.

## Biografie
Nach seinem Abitur 1965 in Jena nahm er im selben Jahr ebendort ein Studium der Evangelischen Theologie auf. Bereits 1966 wechselte er an die Martin-Luther-Universität in Halle/Saale und legte 1970 dort sein 1. Theologisches Examen ab. 1972 wurde er promoviert. Sein 2. Theologisches Examen folgte 1974 in Magdeburg. Im Zuge einer Stelle als wissenschaftlicher Mitarbeiter an der Theologischen Fakultät der Martin-Luther-Universität Halle-Wittenberg (1974–1985) habilitierte er sich und war danach dort Dozent. 1990 erfolgte eine Berufung auf die Professur für Systematische Theologie in Halle. 1991–1992 war Beintker Prorektor für Geisteswissenschaften in Halle. Von 1992 bis zu seiner Emeritierung im Jahr 2015 war Beintker schließlich Professor für Systematische Theologie und Direktor des Seminars für Reformierte Theologie an der Universität Münster.

## Forschungsschwerpunkte
Beintker arbeitet vor allem in Bezug auf zentrale Themen der Systematischen Theologie im Kontext der reformierten Bekenntnisbindung. Dabei bilden Gotteslehre, Soteriologie und Ekklesiologie seinen besonderen Schwerpunkt. Darüber hinaus befasst er sich mit der Theologie der Neuzeit, insbesondere mit Karl Barth und seinem Umfeld.

## Besondere Funktionen
Beintker ist Mitglied der Nordrhein-Westfälischen Akademie der Wissenschaften und der Künste und der Europäischen Akademie der Wissenschaften und Künste, Vorsitzender des Theologischen Ausschusses der Union Evangelischer Kirchen und stellvertretender Vorsitzender der Kammer für Theologie der Evangelischen Kirche in Deutschland. Er steht seit vielen Jahren der Gemischten Kommission zur Reform des Theologiestudiums vor und ist Mitglied im Centrum für Religiöse Studien in Münster und im Stiftungsrat der Karl Barth-Stiftung Basel. Von 2001 bis 2012 war er Co-Präsident der Gemeinschaft Evangelischer Kirchen in Europa.
Er fungiert als Herausgeber der Zeitschrift für Theologie und Kirche – von 2003 bis 2012 war er deren Hauptherausgeber –, der Zeitschrift Kirchliche Zeitgeschichte sowie diverser Schriftenreihen. Am 23. September 2011 war Beintker Mitglied der evangelischen Abordnung, die im Rahmen des Papstbesuches mit Benedikt XVI. im Augustinerkloster in Erfurt zusammenkam. 

## Auszeichnungen
- 2004: Ehrendoktorwürde der Reformierten Theologischen Universität Debrecen
- 2020: Karl-Barth-Preis

## Schriften (Auswahl)
Monographien:
- Die Gottesfrage in der Theologie Wilhelm Herrmanns (= ThA 34), Berlin 1976
- Die Dialektik in der "dialektischen Theologie" Karl Barths. Studien zur Entwicklung der Barthschen Theologie und zur Vorgeschichte der "Kirchlichen Dogmatik" (= BEvTh 101), München 1987
- Was glaubst Du vom Heiligen Geist? Zur Wirklichkeit und Wirksamkeit von Gottes Geist (= Kleine Schriften aus dem Reformierten Bund 9), Wuppertal 1998
- Rechtfertigung in der neuzeitlichen Lebenswelt. Theologische Erkundungen, Tübingen 1998
- (gem. mit Günter Klein, Hinrich Stoevesandt und Michael Trowitzsch) Geschenktes Leben. Die Rechtfertigungsbotschaft in Predigten, Leipzig 2002
- (Mitverfasser bei) Weltentstehung, Evolutionstheorie und Schöpfungsglaube in der Schule. Eine Orientierungshilfe des Rates der Evangelischen Kirche in Deutschland (= EKD-Texte 94), Hannover 2008
- Die Kontroversen um die Evolutionslehre im heutigen Christentum (= Nordrhein-Westfälische Akademie der Wissenschaften und der Künste. Geisteswissenschaften: Vorträge G 434), Paderborn u. a. 2011
- Krisis und Gnade. Gesammelte Studien zu Karl Barth, hg. von Stefan Holtmann und Peter Zocher, Tübingen 2013.

Herausgeberschaften:
- (Hg. mit Ernstpeter Maurer, Hinrich Stoevesandt und Hans G. Ulrich) Rechtfertigung und Erfahrung. Für Gerhard Sauter zum 60. Geburtstag, Gütersloh 1995
- (Hg.) Certitudo salutis. Die Existenz des Glaubens zwischen Gewißheit und Zweifel. Symposion aus Anlaß des 75. Geburtstags von Hans Helmut Eßer, Münster 1996
- (Hg. mit Eberhard Jüngel und Wolf Krötke) Wege zum Einverständnis. Festschrift für Christoph Demke, Leipzig 1997
- (Hg.) Gottes freie Gnade. Studien zur Lehre von der Erwählung, Wuppertal 2004
- (Hg. mit Michael Ahme) Theologische Ausbildung in der EKD. Dokumente und Texte aus der Arbeit der Gemischten Kommission/Fachkommission I zur Reform des Theologiestudiums (Pfarramt und Diplom) 1993–2003, Leipzig 2005
- (Hg. mit Christian Link und Michael Trowitzsch) Karl Barth in Deutschland (1921–1935). Aufbruch – Klärung – Widerstand. Beiträge zum Internationalen Symposion vom 1. bis 4. Mai 2003 in der Johannes a Lasco Bibliothek Emden, Zürich 2005
- (Hg. mit Martin Friedrich und Viorel Ionița) Konsultationen zwischen der Konferenz Europäischer Kirchen (KEK) und der Gemeinschaft Evangelischer Kirchen in Europa (GEKE) / Consultations between the Conference od European Churches (CEC) and the Community of Protestant Churches in Europe (CPCE) (= Leuenberger Texte 11), Frankfurt am Main 2007
- (Hg. mit Sándor Fazakas) Öffentliche Relevanz der reformierten Theologie (Studia Theologica Debreciensis, Theological Journal of the Debrecen Reformed Theological University, Sonderheft), Debrecen 2008
- (Hg. mit Christian Link und Michael Trowitzsch) Karl Barth im europäischen Zeitgeschehen (1935–1950). Widerstand – Bewährung – Orientierung. Beiträge zum Internationalen Symposion vom 1. bis 4. Mai 2008 in der Johannes a Lasco Bibliothek Emden, Zürich 2010
- (Hg. mit Martin Heimbucher) Mit Gott reden – von Gott reden. Das Personsein des dreieinigen Gottes. Ein Votum des Theologischen Ausschusses der Union Evangelischer Kirchen (UEK) in der EKD (= Evangelische Impulse 3), Neukirchen-Vluyn 2011
- (Hg. mit Viorel Ionița und Jochen Kramm) Taufe im Leben der Kirchen. Dokumentation eines orthodox-evangelischen Dialogs in Europa / Baptism in the Life of the Churches. Documentation of an orthodox-protestant dialogue in Europe (= Leuenberger Texte 12), Frankfurt am Main 2011
- (Hg. mit Sándor Fazakas) Die öffentliche Relevanz von Schuld und Vergebung. Perspektiven Reformierter Theologie (= Studia Theologica Debreciensis, Theological Journal of the Debrecen Reformed Theological University, Sonderheft), Debrecen 2012
- (Hg. mit Michael Hüttenhoff und Peter Zocher) Karl Barth: Vorträge und kleinere Arbeiten 1930–1933 (= Karl Barth-Gesamtausgabe 49 [Abt. III]), Zürich 2013.
- (Hg. mit Michael Wöller unter Mitarbeit von Michael Beyer und Alexander Dölecke) Theologische Ausbildung in der EKD. Dokumente und Texte aus der Arbeit der Gemischten Kommission für die Reform des Theologiestudiums/Fachkommission I (Pfarramt, Diplom und Magister Theologiae) 2005–2013, Leipzig 2014.
- (Hg. mit Martin Heimbucher) Verbindende Theologie. Perspektiven der Leuenberger Konkordie (= Evangelische Impulse 5), Neukirchen-Vluyn 2014.
- (Hg. mit Andrea Bieler u. a.) Uns zu dem Leben führen. Hoffnung predigen. Festschrift für Peter Bukowski, Neukirchen-Vluyn 2015.
- (Hg. mit Michael Welker und Albert de Lange) Europa Reformata 1517–2017. Reformationsstädte Europa und ihre Reformatoren, Leipzig 2016, engl. Ausgabe: Europa Reformata 1517–2017, Leipzig 2016, korean. Ausgabe: Chonggyogaehyŏk, Yurŏbŭi yŏksarŭl pakkuda, Seoul 2017.
- (Hg. mit Martin Evang) Kirchengemeinschaft leben und gestalten. Ein Votum des Theologischen Ausschusses der Union Evangelischen Kirchen (UEK) in der EKD (Evangelische Impulse 6), Neukirchen-Vluyn 2016.
- (Hg.) Barth Handbuch, Tübingen 2016.
- (Hg. mit Georg Plasger und Michael Trowitzsch) Karl Barth als Lehrer der Versöhnung (1950–1968). Vertiefung – Öffnung – Hoffnung. Beiträge zum Internationalen Symposion vom 1. bis 4. Mai 2014 in der Johannes a Lasco Bibliothek Emden, Zürich 2016.
- (Hg. mit Michael Hüttenhoff und Peter Zocher) Karl Barth: Vorträge und kleinere Arbeiten 1934–35 (= Karl Barth-Gesamtausgabe 52 [Abt. III]), Zürich 2017.

Bibliographie der Veröffentlichungen bis Ende 2016:
- Alexander Dölecke: Bibliographie der Veröffentlichungen Michael Beintkers. In: Schuld und Vergebung. Festschrift für Michael Beintker zum 70. Geburtstag, hg. von Hans-Peter Großhans, Herman J. Selderhuis, Alexander Dölecke und Matthias Schleiff, Tübingen 2017, 485–526.